# Паршино (Новгородская область)
Паршино — деревня в Валдайском районе Новгородской области России. Входит в состав Яжелбицкого сельского поселения.

## География
Деревня находится в юго-восточной части Новгородской области, в зоне хвойно-широколиственных лесов, на левом берегу реки Поломети, при автодороге 49Н-0327, на расстоянии примерно 16 километров (по прямой) к западу-юго-западу (WSW) от города Валдай, административного центра района. Абсолютная высота — 173 метра над уровнем моря.

### Часовой пояс
Деревня Паршино, как и вся Новгородская область, находится в часовой зоне МСК (московское время). Смещение применяемого времени относительно UTC составляет +3:00.

## Население
| 2010 |
| ---- |
| 16   |

Половой состав
По данным Всероссийской переписи населения 2010 года в гендерной структуре населения мужчины составляли 25 %, женщины — соответственно 75 %.

Согласно результатам переписи 2002 года, в национальной структуре населения русские составляли 95 % из 21 чел.